# Caridade
Caridade is een gemeente in de Braziliaanse deelstaat Ceará. De gemeente telt 19.233 inwoners (schatting 2009).

## Aangrenzende gemeenten
De gemeente grenst aan Pentecoste, Maranguape, Palmácia, Pacoti, Guaramiranga, Mulungu, Canindé en Paramoti.

## Verkeer en vervoer
De plaats ligt aan de radiale snelweg BR-020 tussen Brasilia en Fortaleza.